# Тетрахроматия

Четыре типа пигментации колбочек птиц (в данном примере это вьюрковые ткачики) расширяют цветовой диапазон их видения до области ультрафиолета.

Тетрахрома́тия — одновременное восприятие видимого диапазона спектра электромагнитного излучения четырьмя различными типами световых рецепторов. Тетрахроматия могла возникнуть у позвоночных ориентировочно 540 млн лет назад — именно тогда у общего предка позвоночных появились все пять семейств генов опсинов: четыре для дневного зрения (фотопсины, содержатся в колбочках) и одно для ночного (родопсин, содержится в палочках и функционирует только при очень слабом освещении). Более осторожная оценка составляет 375 млн лет назад, когда жил последний общий предок рыб и тетраподов (см. Тиктаалик).
Животные, ведущие преимущественно ночной образ жизни, нередко утрачивают тетрахроматическое зрение. Так, предки млекопитающих утратили два семейства фотопсинов, и сейчас большинство млекопитающих имеют дихроматическое зрение. Около 35—40 млн лет назад появление дополнительного светового рецептора, чувствительного к длинноволновой части спектра, сделало обезьянообразных трихроматами и позволило им различать красный, оранжевый, жёлтый и зелёный цвета.
Отдельные люди обладают мутацией, в результате которой появляется ещё один, четвёртый тип колбочек. Такие люди являются тетрахроматами, но у большинства из них четвёртый тип колбочек ничем не отличается от одного из существующих, и их цветовое восприятие идентично восприятию обычных людей - это нефункциональные тетрахроматы.
Лишь в случае весьма редких дополнительных мутаций, когда кривая чувствительности четвёртого типа колбочек отличается от чувствительности остальных трёх, люди способны стать функциональными тетрахроматами и видеть дополнительные оттенки цветов. Так, если кривая чувствительности четвёртого типа колбочек располагается между кривыми M-колбочек (с пиком чувствительности в зелёной части спектра) и L-колбочек (с пиком в жёлто-зелёной части спектра), возникает способность различать огромное количество оттенков в жёлто-зелёной части спектра..
При этом расширения видимого спектра в область ультрафиолета у людей не происходит. Дело в том, что граница в коротковолновой области определяется не чувствительностью соответствующего опсина, а прозрачностью хрусталика в этой области спектра. По мере взросления человека его хрусталик утрачивает прозрачность в ближнем ультрафиолете, и излучение, которое могут видеть дети, для взрослых уже невидимо.

## Тетрахроматизм у приматов
Приматы (люди и обезьяны Старого Света, а также самки обезьян Нового Света) — трихроматы, имеют три типа колбочек. Цветовое изображение среднестатистического человека формируется комбинациями трёх основных цветов (красный, зелёный, синий). Тем не менее, при низких интенсивностях света палочки могут способствовать улучшению цветового зрения, давая небольшую область тетрахроматии в цветовом пространстве. Чувствительность палочек наиболее высока к зелёному и синему цветам.
Глаз человека содержит три типа колбочек, различающиеся светочувствительным пигментом. Два из них кодируются Х-хромосомой. Поскольку женщины имеют две различные Х-хромосомы в клетках, некоторые из них могут иметь колбочки с разными пигментами, вследствие чего являются полноценными тетрахроматами и имеют четыре одновременно действующих вида колбочек — каждый тип с определенной степенью восприятия к различным длинам волн света в диапазоне видимого спектра. В одном из исследований предположили, что 2-3 % женщин во всём мире могут иметь четыре вида колбочек с пиком чувствительности между стандартными красными и зелеными колбочками, давая значительное увеличение цветовой дифференциации. Ещё одно[какое?] исследование показало, что 0,5 % женщин и 8 % мужчин могут иметь два фоторецептора и один с генетической мутацией, и соответствующую сниженную градацию восприятия цветов в сравнении со здоровыми трихроматами. Однако же другие исследования показывают что, по крайней мере, 50 % женщин и 8 % мужчин могут иметь 4 фотопигмента что является экспрессией нескольких вариантов гена опсина L пигмента, который значительно может способствовать цветному зрению. При прочих равных условиях наши результаты показывают, что если бы такие мужчины были протестированы в настоящее исследование, они, возможно, продемонстрировали бы расширенное восприятие относительно «нормальных» трихроматов, похожее на наши результаты для женщин из гетерозигот. Таким образом, усиленная цветовая дискриминация вида, представленного здесь, отражает разницу в восприятии цвета, что коррелирует с унаследованным признаком, связанным с Х-связью. Это фактор, еще не учтенный в психологическом исследовании цветной обработки у значительной части женщин-индивидуумов и меньшая, но значительная доля общего мужского населения. В июне 2012 года после 20 лет изучения женщин с четырьмя типам колбочек (нефункциональные тетрахроматы), нейробиолог Габриэле Иордания определила женщин, которые могли различать большее разнообразие цветов, чем трихроматы. Также учёным удалось найти женщину с истинной функциональной тетрахроматией, которая действительно гораздо лучше обычного различала оттенки.
В организме человека предварительная визуальная обработка происходит в нейронах сетчатки. Неизвестно, как эти нервы будут реагировать на новый цветовой канал, то есть могут ли они обрабатывать отдельно или просто соединить его с использованием существующих каналов. Визуальная информация покидает глаз путём зрительного нерва; неизвестно, имеет ли зрительный нерв свободные ресурсы, чтобы справиться с новым цветовым каналом. Разнообразие окончательной обработки изображения происходит в головном мозге; неизвестно, каким образом различные участки мозга будут реагировать, если появится новый цветовой канал. В 2009 году ученые из университета Вашингтона и Флориды сообщили о том, что им удалось внедрить в клетки сетчатки глаза беличьей обезьяны, страдающей дальтонизмом, недостающий ген. Спустя пять недель после лечения обезьяна вдруг стала различать красный и зелёный цвета.